# Christopher Dawson

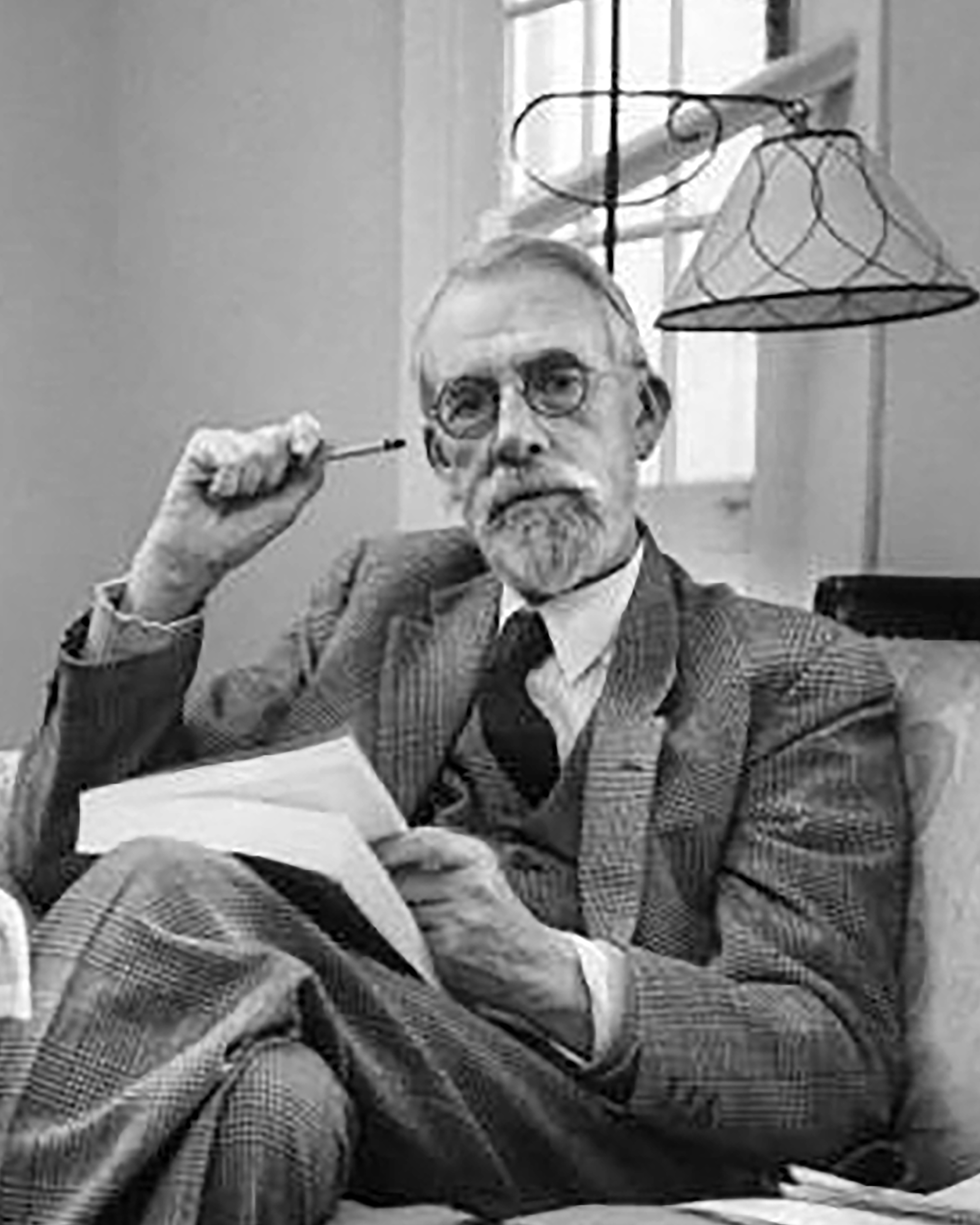
Christopher Dawson

Christopher Henry Dawson FBA (* 12. Oktober 1889 in Hay Castle; † 25. Mai 1970 in Budleigh Salterton) war ein britischer Privatgelehrter, der viele Bücher über Kulturgeschichte und Christentum schrieb. Dawson wurde als „der größte englischsprachige katholische Historiker des 20. Jahrhunderts“ bezeichnet. Das akademische Jahr 1988/1989 am College of Europe wurde ihm zu Ehren benannt.

## Leben
Christopher Dawson wurde als einziger Sohn von Oberstleutnant Henry Philip Dawson und Mary Louisa, der ältesten Tochter des Erzdiakons William Bevan, in eine Familie mit tiefen Wurzeln im englischen Adel hineingeboren. Er wurde in Hartlington Hall, Yorkshire, erzogen. Er wurde am Winchester College und am Trinity College in Oxford ausgebildet. 1911 erhielt er in Oxford die Auszeichnung 2. Klasse für moderne Geschichte. Nach seinem Abschluss studierte er Wirtschaftswissenschaften. Er las auch die Arbeit des deutschen Theologen Ernst Troeltsch. Sein Hintergrund war anglo-katholisch, aber er konvertierte 1916 zur römisch-katholischen Kirche.
Christopher Dawson heiratete 1916 Valery Mills, die jüngste Tochter des Architekten Walter Edward Mills. Sie hatten zwei Töchter und einen Sohn.

## Schriftsteller
“As soon as men decide that all means are permitted to fight an evil, then their good becomes indistinguishable from the evil that they set out to destroy.”

„Sobald die Menschen entscheiden, dass alle Mittel erlaubt sind, um ein Böses zu bekämpfen, ist ihr Gutes nicht mehr von dem Bösen zu unterscheiden, das sie zerstören wollen.“

Er begann 1920 mit der Veröffentlichung von Artikeln in The Sociological Review. Sein Ausgangspunkt lag nahe dem von Oswald Spengler und Arnold J. Toynbee, die sich wie er für großangelegte Meistererzählung auf zivilgesellschaftlicher Ebene interessierten. Sein erstes Buch, The Age of the Gods (1928), war offenbar als erstes von fünf Büchern gedacht, in denen die europäische Zivilisation bis ins 20. Jahrhundert nachverfolgt werden sollte, aber dieses Vorhaben wurde nicht weitergeführt.
Sein allgemeiner Standpunkt ist ein Befürworter einer Old West-Theorie, der späteren Bezeichnung von David Gress, der Dawson in From Plato to Nato (1998) zitiert. Das heißt, Dawson lehnte die pauschale Annahme ab, dass das Mittelalter in Europa keine wesentlichen Merkmale beisteuerte. Er argumentierte, dass die mittelalterliche katholische Kirche ein wesentlicher Faktor für den Aufstieg der europäischen Zivilisation sei, und schrieb ausführlich zur Unterstützung dieser These.

## Werdegang
Dawson galt als führender katholischer Historiker. Er war Dozent für Kulturgeschichte am University College in Exeter (1930–1936), Forwood-Dozent für Religionsphilosophie an der University of Liverpool (1934), Gifford-Dozent an der University of Edinburgh (1947 und 1948) und Chauncey Stillman-Professor für römisch-katholische Studien an der Harvard University (1958–1962). Er wurde 1943 zum Fellow der British Academy gewählt.
Ab 1940 war er eine Zeit lang Herausgeber der Dublin Review.

## Einfluss
Seine Schriften in den 1920er und 1930er Jahren machten ihn zu einer bedeutenden Persönlichkeit der Zeit und zu einem besonderen Einfluss auf T. S. Eliot, der über seine Bedeutung schrieb. Er war am Rande von The Moot, einer Diskussionsgruppe, an der Eliot, John Baillie, Karl Mannheim, Walter Moberly, Michael Polanyi, Marjorie Reeves, Bernard Lonergan und Alec Vidler beteiligt waren und auch die ökumenische Gruppe Sword of the Spirit. Laut Bradley Birzer beeinflusste Dawson auch die theologischen Grundlagen von J. R. R. Tolkiens Schriften. Auch Russell Kirk bewunderte Dawson sehr, obwohl sich die beiden Männer nie trafen.
Seine Arbeiten prägen weiterhin die Lehrpläne katholischer Institutionen. Der von Dawson skizzierte aktuelle Ansatz für das Studium der christlichen Kultur bildet den Kern des Programms für katholische Studien am Aquinas College. Seine Arbeit war maßgeblich an der Gründung des Campion College in New South Wales, und an der Gründung der  The Christopher Dawson Society for Philosophy and Culture Inc. in Perth im Jahr 2012 beteiligt. Dawsons Vision beschreibt auch das Programm für Geisteswissenschaften und katholische Kultur an der Franciscan University of Steubenville.

## Vergleichbare Historiker
Als Wiederbelebung des christlichen Historikers wurde Christopher Dawson mit Kenneth Scott Latourette und Herbert Butterfield verglichen. Es wurden auch Vergleiche zwischen der Arbeit von Dawson und dem deutschen Soziologen und Historiker Max Weber angestellt. Beide verfolgten eine metahistorische Herangehensweise an ihre Themen, und ihre Themen selbst weisen Ähnlichkeiten auf; nämlich den Einfluss der Religion auf Aspekte der westlichen Kultur.

## Werke
- The Age of the Gods (1928).
- Progress and Religion: An Historical Inquiry (1929).
  - Die wahre Einheit der europäischen Kultur (1935), OCLC 9164237.
- Christianity and the New Age (1931).
- The Making of Europe: An Introduction to the History of European Unity. London 1932.
- Die Gestaltung des Abendlandes. Eine Einführung in die Geschichte der abendländischen Einheit (1935, 2. Auflage 1950)
- The Spirit of the Oxford Movement (1933)
- Enquiries into Religion and Culture (1933).
- Medieval Religion and Other Essays (1935)
- Religion and the Modern State (1936)
- Beyond Politics (1939)
- The Claims of Politics (1939)
- The Judgment of the Nations (1942),
- Gericht über die Völker (1945).
- Gifford Lectures 1947–49
  - Religion and Culture (1948)
    - Religion und Kultur (1951),

  - Religion and the Rise of Western Culture (1950).
    - Die Religion im Aufbau der abendländischen Kultur (1953), OCLC 695682434.
- Understanding Europe (1952).
  - Europa – Idee und Wirklichkeit (1953),
- Medieval Essays (1954).
- The Mongol Mission: Narratives and Letters of the Franciscan Missionaries in Mongolia and China in the Thirteenth and Fourteenth Centuries (1955).
- Dynamics of World History (1957).
  -     - Gestaltungskräfte der Weltgeschichte (1959)
- The Movement of World Revolution (1959)
- Progress and Religion: An Historical Enquiry (1960)
- The Historic Reality of Christian Culture (1960)
- The Crisis of Western Education: With Specific Programs for the Study of Christian Culture (1961)
- The Dividing of Christendom (1965)
- The Formation of Christendom (1967)
- The Gods of Revolution (1972)
- Religion and World History: A Selection from the Works of Christopher Dawson (1975)
- Christianity and European Culture: Selections from the Work of Christopher Dawson (1998)